# Lanthaan(III)carbonaat
Lanthaan(III)carbonaat is het lanthaanzout van diwaterstofcarbonaat, met als brutoformule La2(CO3)3. Het is een wit, hygroscopisch poeder dat met water hydraten vormt.

## Synthese
Lanthaan(III)carbonaat kan bereid worden door lanthaan(III)chloride te laten reageren met natriumcarbonaat of natriumbicarbonaat:
{\displaystyle \mathrm {2\ LaCl_{3}\ +\ 3\ Na_{2}CO_{3}\ \longrightarrow \ La_{2}(CO_{3})_{3}\ +\ 6\ NaCl} }

## Toepassingen

### Fosfaatbinder
In de geneeskunde wordt lanthaan(III)carbonaat gebruikt omwille van de eigenschap dat het fosfaatbindend is. Het wordt toegediend aan nierdialysepatiënten, om het fosfaatgehalte in het bloed te verlagen. Het middel dat hiervoor op de markt is, heet Fosrenol (Shire Pharmaceuticals). Fosrenol-tabletten moeten tijdens of na de maaltijd ingenomen worden. Het lanthaan(III)carbonaat daarin bindt de fosfaten die in de voeding aanwezig zijn in de vorm van lanthaan(III)fosfaat, en verhindert zo dat de fosfaten in het bloed worden opgenomen; ze verlaten het lichaam via de ontlasting. Lanthaan(III)carbonaat blijkt even werkzaam te zijn als calciumhoudende fosfaatbinders.

### Diergeneeskunde
Bayer Healthcare heeft een soortgelijk middel ontwikkeld als voedingssupplement voor katten, met als merknaam Lantharenol (dit is lanthaan(III)carbonaat octahydraat). Hiervoor heeft de Europese Commissie op 22 februari 2008 een vergunning verleend. Het middel is bedoeld om chronisch nierfalen in volwassen katten te voorkomen of te beperken.

### Andere toepassingen
Lanthaan(III)carbonaat wordt ook gebruikt voor de bereiding van lanthanium-strontium-manganaat, dat in brandstofcellen toegepast wordt. Daarnaast wordt het aangewend bij het kleuren van glas en als katalysator bij kraakprocessen.